# Diaparsis rara
Diaparsis rara là một loài tò vò trong họ Ichneumonidae.